# تشاه سبز (توجردي)
تشاه سبز (بالفارسية: چاه سبز) هي قرية تقع في إيران في قسم توجردي الريفي.